# 부포테닌
부포테닌(Bufotenin), 즉 5-하이드록시-디메틸트립타민 (5-HO-DMT)은 신경 전달 물질 세로토닌과 관계된 트립타민의 하나로, 몇몇 두꺼비 종의 살갗에서, 솔땀버섯이나 광대버섯을 비롯한 버섯에서, 또 고등 식물이나 포유류에서 발견되는 알칼로이드이다. 트리니다드와 오리노코 평원의 인디언들이 코호바(cohoba)라고 불렀던 환각제의 성분이기도 하다.
부포테닌이라는 이름은 두꺼비속의 속명 Bufo에서 유래하며, 이 속에는 콜로라도두꺼비(Bufo alvarius), 파나마왕두꺼비(Bufo marinus) 등 귀밑샘에서 부포톡신을 분비하는 향정신성 두꺼비 종들이 포함된다. 화학 구조상 환각제 사일로신(4-HO-DMT), 5-MeO-DMT, DMT 등과 비슷하다. 부포테닌 역시 환각 효과가 있다.

## 같이 보기
- 트립타민
- 사탕수수두꺼비